# Dicladocera hoppi
Dicladocera hoppi är en tvåvingeart som beskrevs av Günther Enderlein 1927. Dicladocera hoppi ingår i släktet Dicladocera och familjen bromsar. Inga underarter finns listade i Catalogue of Life.